# Weißbuch „Europäisches Regieren“
Das Weißbuch „Europäisches Regieren“ (englisch „White Paper on governance“) ist ein am 25. Juli 2001 erschienenes Weißbuch mit dem Ziel der verbesserten Demokratisierung der Europäischen Union. Es stützt sich dabei vor allem auf vier Maßnahmen: Stärkere Einbeziehung der Bürger, effizientere Gestaltung von Politik und Rechtsvorschriften, Engagement in der Debatte über Global Governance und Neuausrichtung von Politik und Institutionen auf klare Ziele.